# Blacksta, Gåsinge-Dillnäs
Blacksta är en by i Gåsinge-Dillnäs socken, Gnesta kommun.
Namnet med -sta-ändelse antyder att byn härstammar från järnålder, och på sandåsen norr om byn finns en av traktens största gravfält från yngre järnålder. Sandåsen är nu delvis avskuren efter att ha fungerat som grustäkt i början av 1900-talet.
Blacksta omtalas i dokument första gången 1384 ("i Blaxsta"), då Bo Jonsson (Grip) bytte till sig 3 öresland och 8 penningland i Blacksta och jord i Avla jämte ytterligare jord i Taxinge och Vårdinge sockenar av Vårfruberga kloster  mot jord i bland annat Åkers härad. 1410 var Birger i Blacksta faste vid ett jordbyte, 1428 var Nils i Blacksta faste vid ett jordbyte och 1451 var Björn i Blacksta faste vid häradstinget. 1485 bytte Gjurd Petersson bort 2 öresland "mitt i byn" som räntade 4 spann korn och 4 mark penningar till Sture Brand. I Agneta Nilsdotter (Stolaätten)s jordebok från omkring 1530 upptas en gård i Blacksta om 13 öresland som räntade 4 tunnor korn, 3 mark och 1 örtug i penningar samt två pund smör. De äldsta jordeböckerna från 1543 upptar Blacksta som ett mantal kronojord och sex mantal frälse. I Gustav Vasas jordebok 1559 upptas en gård i Blacksta om 10 öresland som sår 10 spannar utsäde, har äng till 30 lass hö, mulbete och fiskevatten till nödtorften och räntar 7 marker och 1 örtug i avradspenningar, dessutom redovisas en utjord. I jordeboken 1573 anges Blacksta som två mantal kronojord, fyra mantal arv och eget och två mantal frälsejord.
Blacksta ligger längs Eriksgatan mellan Mariefred och Nyköping. Ett gästgiveri har funnits i byn åtminstone sedan 1700-talet. Skjutsstationsskylten finns ännu bevarad. En milsten finns även mitt i byn. Åtminstone sedan omkring 1700 fanns ett mönsterskrivarboställe i byn. På boställets ägor anlades i början av 1700-talet även ett soldattorp. Blacksta har en mycket väl bevarad bykärna, men hör trots det till en av få byar i Södermanland som genomgått alla skiften: storskifte 1761, enskifte 1834 och laga skifte 1847-1848. Trots det har endast en av byns gårdar flyttats ut från bykärnan. 1881 uppfördes ett baptistkapell, Tabor, i byn. I början av 1900-talet uppfördes en handelsbod i byn, och vid fastigheten Skeppsta på vägen mot Avla uppfördes Blacksta mejeri. 1918 elektrifierades byn.